# Perigordtryffel
Perigordtryffel (Tuber melanosporum) är en svampart från södra Europa som tillhör de tryfflar som brukar kallas för "äkta tryfflar".
Den beskrevs vetenskapligt först av Carlo Vittadini 1831. Perigordtryffel ingår i släktet ädeltryfflar (Tuber) och familjen Tuberaceae, ordningen skålsvampar och divisionen sporsäckssvampar.
Perigordtryffeln räknas som en delikatess. Den plockas kommersiellt främst i Frankrike, Italien och Spanien.
I matlagningssammanhang kallas den ibland svart tryffel eller (svart) vintertryffel.

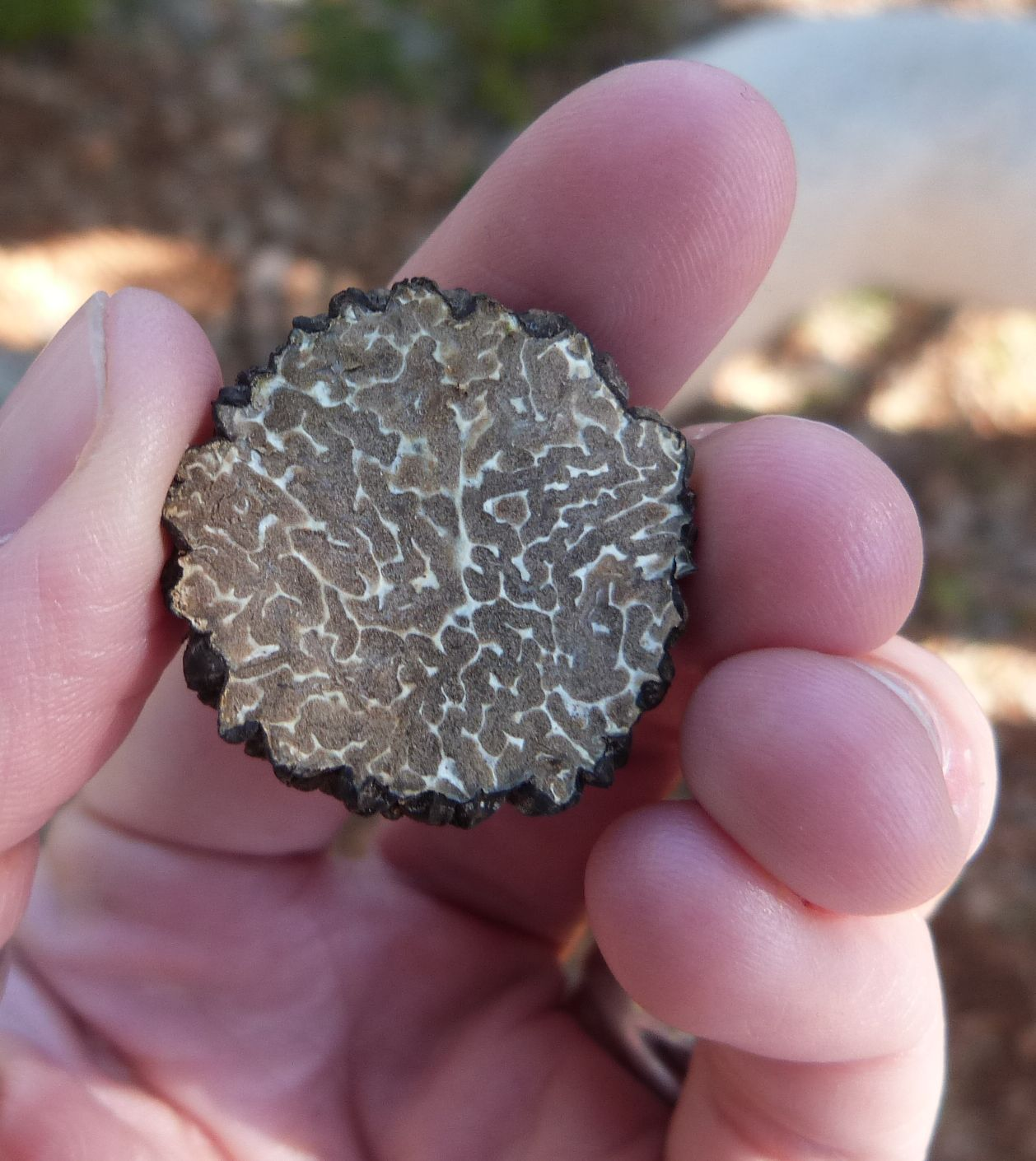
Perigordtryffel i genomskärning.
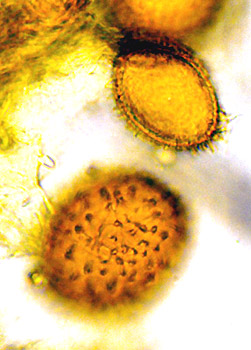
Sporer från perigordtryffel.